# Glaucostola guttipalpis
Glaucostola guttipalpis là một loài bướm đêm thuộc phân họ Arctiinae, họ Erebidae.